# Heidi Astrup
Heidi Holme Astrup (født 31. maj 1972 i Viborg) er dansk håndboldspiller, der det meste af sin karriere har spillet i barndomsklubben Viborg HK. Hun har gennem mere end 10 år været en af de mest markante bagspillere/ playmakere i den danske liga, hvor hun har spillet i nærheden af 400 kampe.

## Karriere
Heidi Astrup er født og opvokset i Viborg, og hun begyndte at spille håndbold i Viborg Håndboldklub i 1979. Hun var med på Brian Lyngholms succesrige ungdomslandshold, der i 1991 vandt VM-bronze. På holdet spillede også Anne Dorthe Tanderup, Tina Bøttzau, Annette Hoffmann, Gitte Sunesen, Rikke Solberg, Anja Byrial Hansen, Mette Klit og en purung Camilla Andersen. 
Med Viborg HK rykkede hun op i Damehåndboldligaen i 1989, hvor klubben hurtigt blev en magtfaktor. Parallelt hermed kom hun med, da Ulrik Wilbek blev A-landsholdstræner og var med til de første store triumfer for dette hold. Heidi Astrup stoppede sin landsholdskarriere efter EM-slutrunden på hjemmebane i 1996. Trods en toneangivende rolle undervejs satte landstræner Ulrik Wilbek hende af holdet til EM-finalen, og en dybt skuffet og frustreret Heidi Astrup måtte se finalen fra tilskuerpladserne. Dagen efter meldte hun fra til landsholdet og lod sig først overtale til et comeback 11 år senere, da Jan Pytlick tog hende med til til to afgørende kampe om deltagelsen i VM i 2007 mod Ukraine i juni samt træningskampe op til disse. Danmark tabte kampene mod Ukraine, men Heidi Astrup nåede landskamp nummer 100 og 101.
I sæsonen 1997-1998 rejste hun til den japanske klub Chateraise, men var halvvejs i sæsonen for en kort bemærkning hjemme i Danmark for at hjælpe et Viborg-hold i krise. Men fra sæsonen 1999-2000 var hun atter på kontrakt i barndomsklubben, der i mellemtiden havde fået Ulrik Wilbek tilbage som træner. De to skiltes ikke som venner tre år tidligere, men tiden læger som bekendt alle sår og Heidi Astrup fik en central rolle på Wilbeks nye Viborg-hold, der vandt DM-guld og EHF-Cup i sæsonen 1999-2000.
I 2003 skiftede hun til Aalborg DH, men vendte endnu en gang tilbage til Viborg HK i 2005. Med udgangen af sæsonen 2006-07 stoppede hendes aktive karriere som håndboldspiller. Hun gjorde comeback for Viborg HK som 42-årig, da klubben 19. november 2014 tabte mod dameligaens tophold, Team Esbjerg.
Heidi Astrup er uddannet kontorassistent i Viborg-firmaet Fusager og Høgh, og er i dag ansat som bogholder hos Bach Gruppen.

## Resultater

### Klubresultater
Resultaterne er opnået med Viborg HK, med mindre andet er angivet.
- DM guld: 1994, 1995, 1996, 1997, 1999, 2000, 2001, 2002, 2006
- DM sølv: 1991, 1993, 1998, 2005 (Aalborg DH), 2007
- Pokalvinder: 1996
- EHF Cup vinder: 1994, 1999
- Champions League finalist: 1997, 2001, Vinder: 2006
- Kåret som årets håndboldspiller i Danmark: 2001

### Landsholdsresultater
- EM guld: 1994, 1996
- VM bronze: 1995
- OL guld: 1996
- U-VM bronze: 1991